# 21P/Giacobini-Zinner
21P/Giacobini-Zinner est une comète périodique du système solaire.
Elle fut découverte à Nice par Michel Giacobini qui observa la comète dans la constellation du Verseau le 20 décembre 1900. Elle fut retrouvée deux passages plus tard par Ernst Zinner (à Bamberg en Allemagne) alors qu'il observait des étoiles variables près de Beta Scuti le 23 octobre 1913.
Lors de ses passages, Giacobini-Zinner atteint habituellement la 8e magnitude, mais en 1946 elle subit une série d'explosions qui firent monter sa luminosité jusqu'à la 5e magnitude. Elle est le corps parent de la pluie de météores des Draconides (appelées aussi les Giacobinides).
Giacobini-Zinner était la cible de la sonde spatiale International Cometary Explorer, qui traversa sa queue de plasma le 11 septembre 1985. De plus, les autorités spatiales japonaises envisagèrent de rediriger la sonde interplanétaire Sakigake en vue d'une rencontre avec Giacobini-Zinner en 1998, mais elle n'avait pas assez de carburant pour les manœuvres d'approche et le projet fut abandonné.